# Une bonne farce avec ma tête
Une bonne farce avec ma tête je francouzský němý film z roku 1904. Režisérem je Georges Méliès (1861–1938). Film trvá zhruba 2 minuty.

## Děj
Kouzelník si sundá hlavu a vloží ji do průhledné nádoby. Následně si vytáhne z klobouku další hlavu a nasadí si ji na krk. Když je kouzelník opět kompletní, začne kouřit cigaretu a vydechovat dým na oddělenou hlavu. Hlavě se to nelíbí, a tak se nad ním vznese a vypustí na něj vodu z pusy. Kouzelník se naštve a hlavu násilně zatlačí do cylindru, který si na závěr při odchodu nasadí.